# 宕昌县
宕昌县是中华人民共和国甘肃省陇南市下属的一个县。

## 历史
宕昌以宕昌山而得名。晋朝至南北朝時期，羌人在此建“宕昌国”。民国二年（1913年），阶州西固分州改为西固县，隶属陇南道（旋改渭川道）。1954年6月，西固县治迁宕昌，11月13日更名为宕昌县。
1935-1936年，中国工农红军一、二、四方面军两次经过境内，毛泽东在此地哈达铺的会议上正式把此次战略转移称作长征。有哈达铺长征纪念馆。
2014年3月27日，经民政部、教育部、国家语言文字工作委员会联合批复，宕昌县县名的官方读音定为“tàn chāng”。

## 行政区划
宕昌县下辖11个镇、13个乡、1个民族乡：
城关镇、哈达铺镇、理川镇、南阳镇、官亭镇、沙湾镇、阿坞镇、南河镇、八力镇、临江铺镇、两河口镇、木耳乡、庞家乡、何家堡乡、贾河乡、将台乡、车拉乡、新城子藏族乡、好梯乡、韩院乡、竹院乡、兴化乡、甘江头乡、新寨乡和狮子乡。

## 交通
- 212国道过境。